# Parhyale aquilina
Parhyale aquilina is een vlokreeftensoort uit de familie van de Hyalidae. De wetenschappelijke naam van de soort is voor het eerst geldig gepubliceerd in 1853 door Costa.